# Poppodium Boerderij
Poppodium Boerderij (voorheen Cultuurpodium Boerderij) is een poppodium in de Zuid-Hollandse stad Zoetermeer. Het poppodium komt voort uit het kraken van een oude, leegstaande boerderij in de jaren zeventig. Sinds 1998 functioneert het als modern cultuur- en poppodium.

## Geschiedenis
In de oude boerderij werd op de deel, omgebouwd tot grote zaal, vooral disco georganiseerd door de 'Actie Jeugd Meerzicht' (AJM). In het aangrenzende 'theehuis' werd gediscussieerd en draaide men alternatieve films. Vanaf 1975 werd de Boerderij door de gemeente Zoetermeer officieel erkend en gesubsidieerd. Er waren toen nog geen beroepskrachten.
In de daaropvolgende jaren ontwikkelde De Boerderij zich van open jongerencentrum tot cultuurpodium. Er werden steeds meer concerten gepland. Door de snelle bevolkingsgroei van Zoetermeer ontstond er behoefte aan een grotere zaal voor popmuziek en dergelijke. Daarom verhuisde De Boerderij in 1998 naar een nieuw gebouwd pand. Het is sindsdien een cultuurpodium met een programma-aanbod dat bestaat uit concerten, dance-nights, cabaret en theater. De Boerderij heeft de beschikking over twee ruimtes, een grote zaal met een capaciteit van 750 bezoekers en een podiumcafé dat geschikt is voor optredens met maximaal 100 bezoekers.

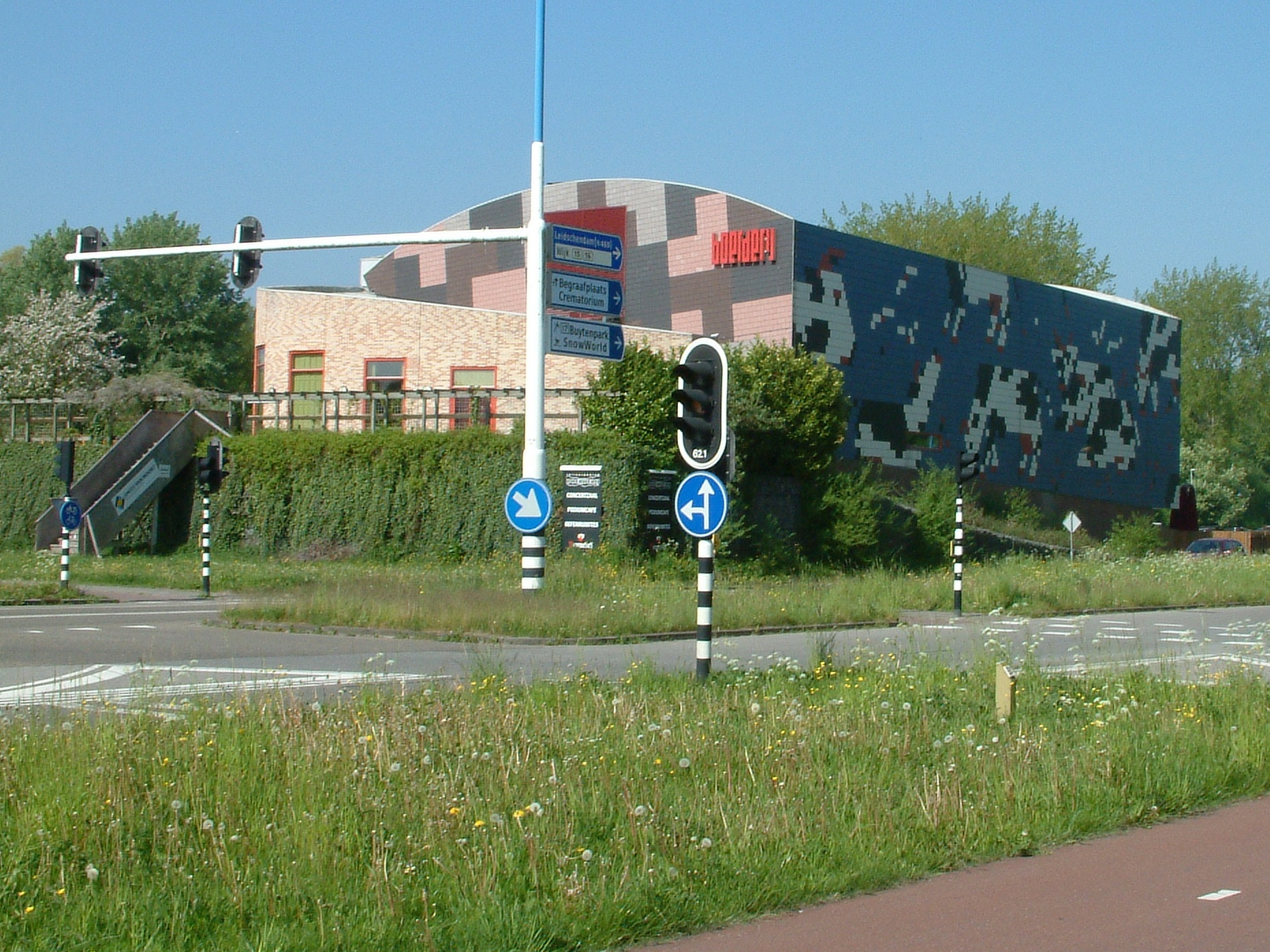
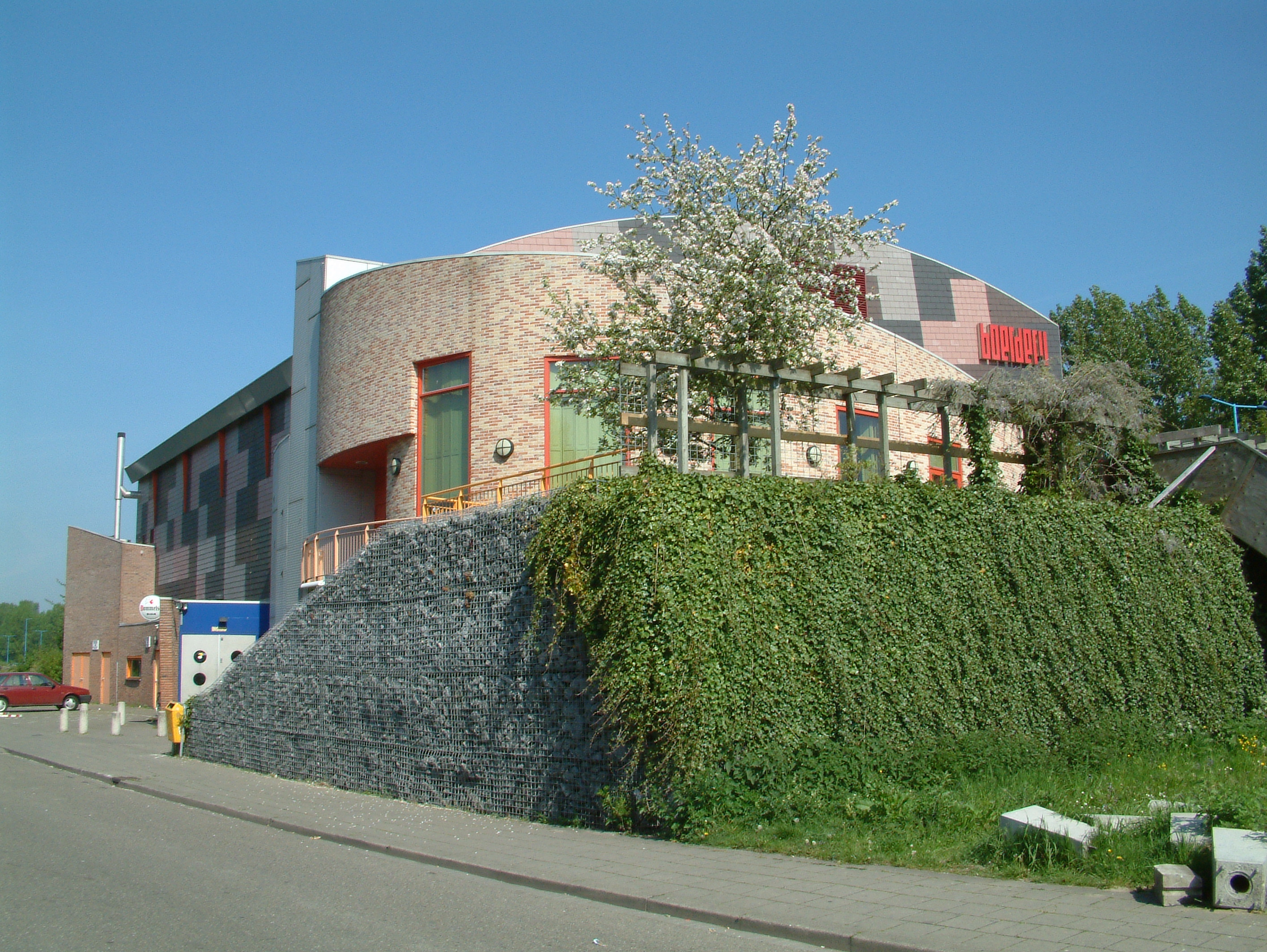
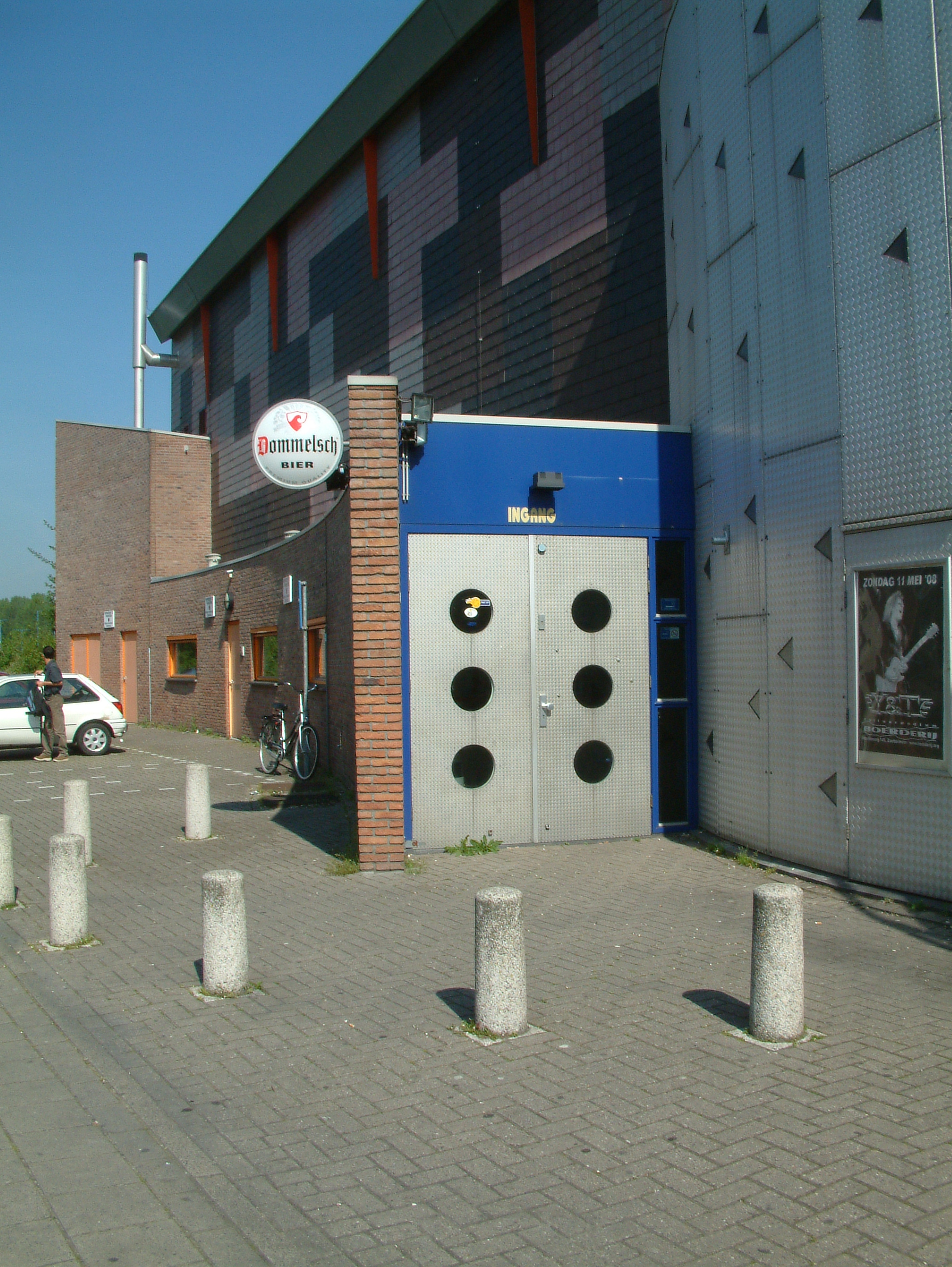

## A-status
Het Fonds Podiumkunsten, het cultuurfonds voor muziek, muziektheater, dans en theater in Nederland, dat namens de rijksoverheid ondersteuning aan alle vormen van professionele podiumkunst geeft, heeft De Boerderij aangemerkt als kernpodium. Vanwege de zaalcapaciteit, het aantal popactiviteiten per jaar en het aantal bezoekers kreeg het per 1 januari 2010 de status A-podium .

## Optredens
De Boerderij legt zich tegenwoordig toe op het programmeren van progressieve rock (symfo), blues en fusionjazz. Nationale en internationale artiesten als Fish,  Saxon,David Crosby, Paul Carrack, Alan Parsons, De Dijk, Joe Zawinul, Deep Purple, The Mission, Thin Lizzy, Uriah Heep, Steve Lukather, Living Colour, Opgezwolle, The Bloodhound Gang, Eric Johnson, Spandau Ballet, Midge Ure, Venice, Roachford en Within Temptation waren in de afgelopen jaren te gast in De Boerderij.

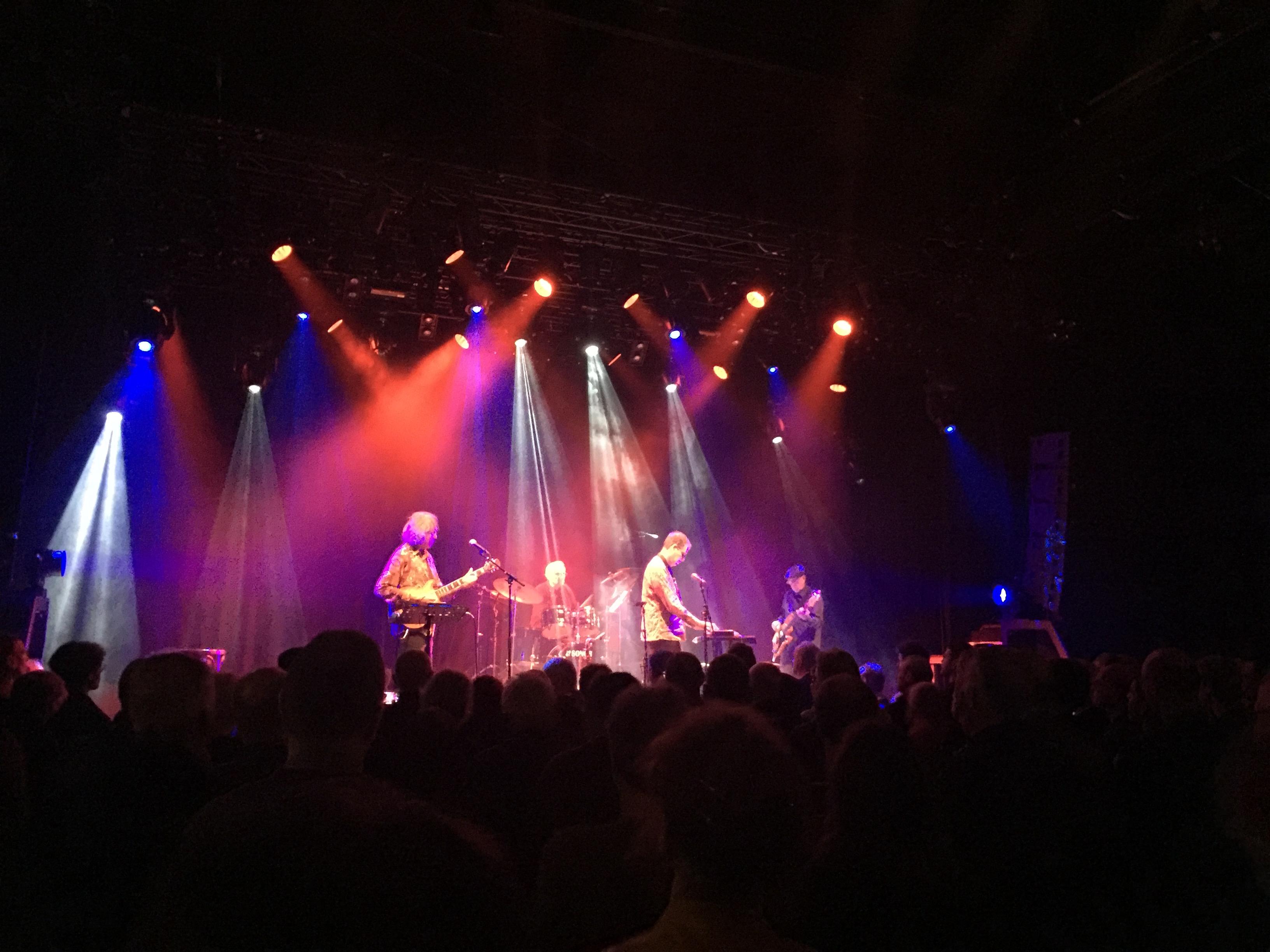
Soft Machine (2019)
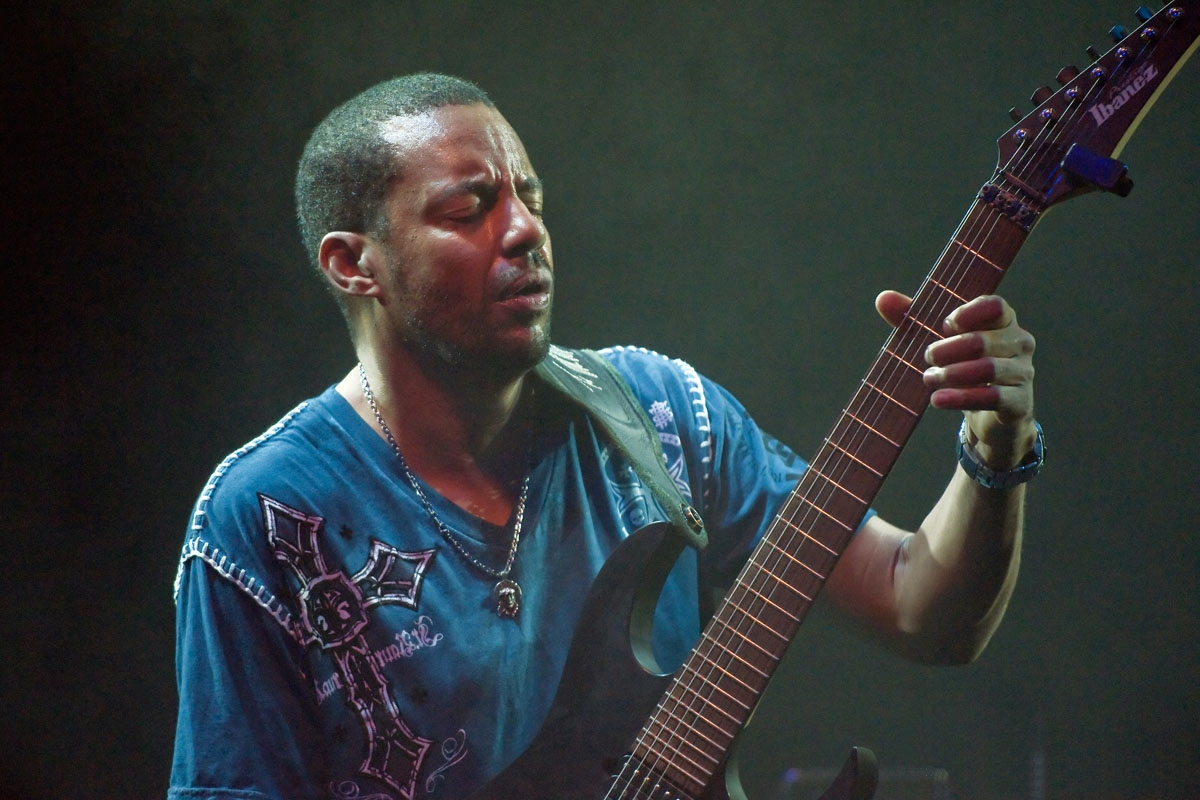
Tony MacAlpine (2012)
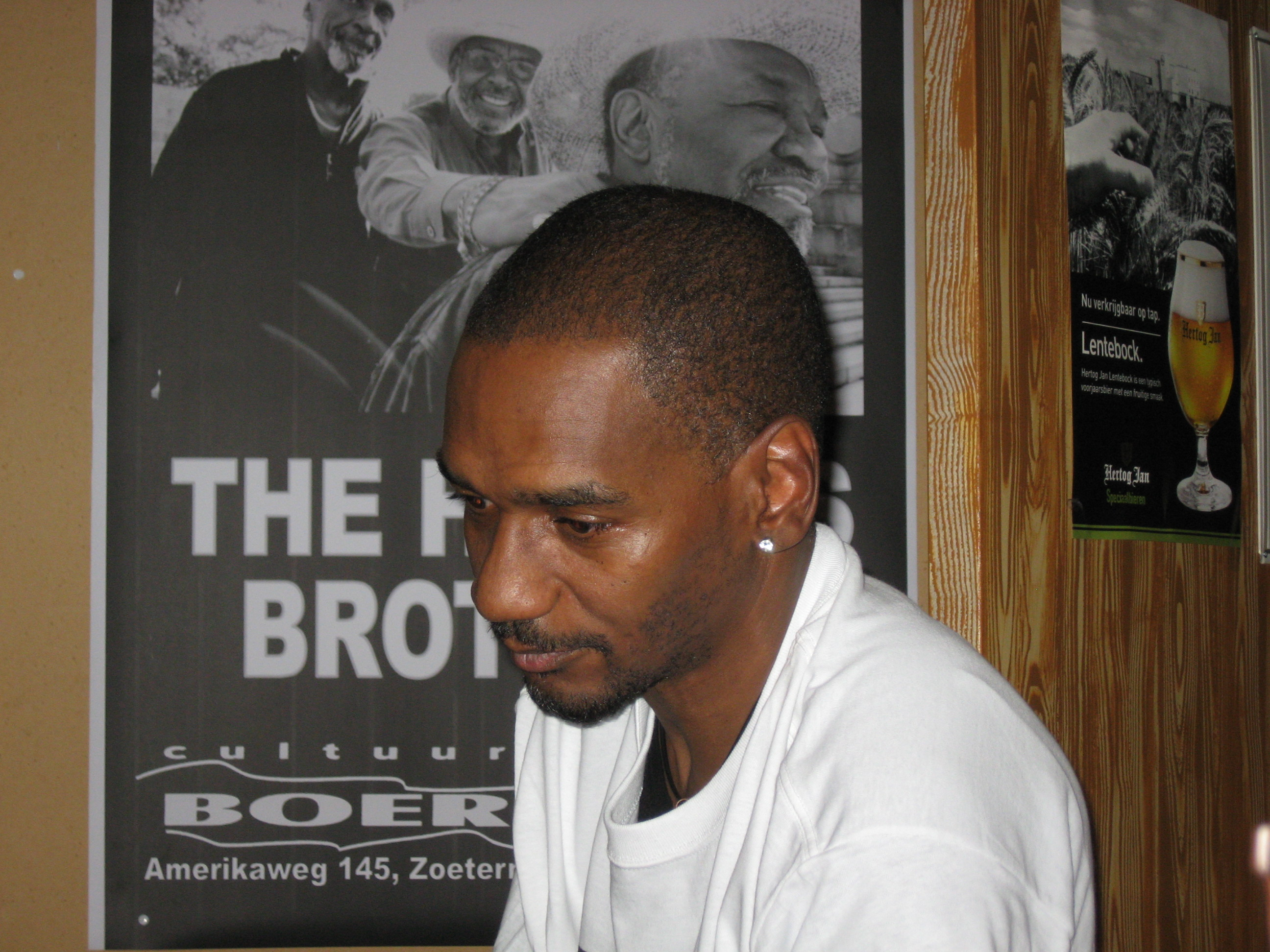
Victor Bailey (2008)
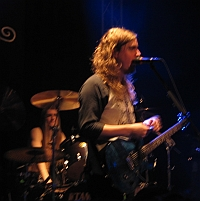
Martin Mendez (Opeth, 2005)
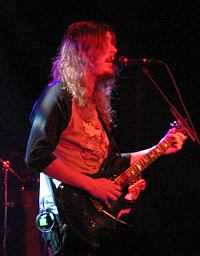
Mikael Åkerfeldt (Opeth, 2005)